# 타키투스
푸블리우스 코르넬리우스 타키투스(Publius Cornelius Tacitus, 56년 - 117년) 고대 로마의 역사가이다.
가이우스(Gaius)라는 이름으로도 기록에서 발견된다. 타키투스의 출생, 사망 연대 및 가족 계보에 관해서는 정확한 기록이 남아 있지 않다.

## 생애
기사 신분의 집안으로 속주 출신이었다. 일찍이 로마에서 당시의 유명한 수사학자 마르쿠스 아페르 밑에서 공부하였으며 타고난 글재주로 이름을 떨친 것으로 전해진다. 그나이우스 율리우스 아그리콜라(Gnaeus Julius Agricola)의 사위가 되어 원로원 의원이 되고, 70년대 후반에 로마의 관리로서 경력을 쌓기 지작하여 97년에 루키우스 베르귀니우스 루푸스의 죽음으로 보충 집정관(補充執政官)에 선출되다.
98년에 장인 아그리콜라에 관한 전기를 씀으로써 문필가로서 타키투스는 첫 발을 디딘다. 그리고 비슷한 무렵에 아마 라인강 북부의 풍토와 그곳에 살던 게르만족에 관한 게르마니아를 쓴 것으로 보인다.
타키투스가 역사가로서 후대에 이름을 남기게 되는 저서 《타키투스의 역사》와 《타키투스의 연대기》는 110년 혹은 114년을 전후로 출판된 것으로 여겨지고 있다. 그의 저작은 로마 제국의 쇠망을 한탄하고 공화정 시대의 기풍을 회복할 것을 호소하는 류가 많다. 이는 타키투스가 당시 로마 본토의 「퇴폐」와는 다소 거리가 먼 속주 출신이자 기사 신분 출신이었던 점, 플라비우스 왕조 치하에서 로마의 풍속이 제재되고 있던 점, 도미티아누스 치하에서 「폭군」을 경험한 점 등이 작용한 것으로 여겨진다. 또한 타키투스의 저작이 자유 언론이 허용되었던 네르바, 트라야누스 치하의 환경에서 서술되어 서술되었다는 점도 지적된다.
또한 자신이 원로원 의원이었으며, 공화정 시대의 전통이 남아있는 원로원이 주도하는 정치를 회복해야 한다는 경향이 강했다. 전체적으로 원로원을 중시하고 우대했던 황제들(특히 트라야누스 황제)에게는 높은 평가를, 원로원을 가볍게 보고 원로원과 자주 대립했던 황제들(티베리우스나 도미티아누스)에 대해서는 낮은 평가를 내린다. 특히 티베리우스 황제에 대해서는 어느 정도 업적을 인정해주면서도 몹시 신랄하게 비판한다. 때문에 테오도어 몸젠을 비롯한 후세의 역사가들이 티베리우스 황제에 대한 재평가가 이루어질 때까지 티베리우스는 타키투스가 묘사한 「악한 황제」라는 이미지가 일반적으로 퍼져 있었다.

## 읽어보기

### 저서
- 아그리콜라 전기 (De vita Iulii Agricolae)
- 게르만족의 기원과 위치 (De origine et situ Germanorum)
- 역사 (Historiae)
- 연대기 (Annales)-기독교의 발생과 네로황제 당시 교회 박해에 대해 언급된 역사문서이다. 초기 기독교에 대한 로마 지식인들의 인식을 볼 수 있다.

서기 64년에 일어난 9일간의 화재는 인간적인 어떤 노력도, 황제의 어떤 하사품도, 어떤 속죄의 제사도 화재가 네로황제의 명령에 따른 것이라는 (헛)소문을 가라앉힐 수 없었다. 이 소문을 종식시키기 위해 네로는 반(反)종교적 성향으로 미움받던 이들을 기술적으로 고문할 것을 명령했다. 그들은 일반적으로 그리스도인(Chritianus)들이라고 불리었다. 그 이름은 티베리우스 황제 시대에 본티오 빌라도 총독이 처형한 그리스도한테서 비롯되었다. 당시에 처벌되었던 그 사악한 미신은 유대만 아니라 로마(제국)에서까지 다시 파고 들어와 더럽고 사악한 것을 퍼트리며 자발적인 동료들을 얻어냈다.

- 게르마니아

## 한국어로 번역된 타키투스의 저서
- 《타키투스의 게르마니아》 이광숙 역, 서울대학교출판부, 1999
- 《타키투스의 연대기》 박광순 역, 종합출판 범우, 2005
- 《게르마니아》(범우문고223) 박광순 역, 범우사, 2006년에 처음 번역, 2013년에 재번역됨
- 《타키투스의 역사》 김경현 외 1명 역, 한길사, 2011
- 《게르마니아》천병희 역, 도서출판 숲, 2012

## 같이 보기
- 국가 (플라톤)